# Ostreids
|  | No s'ha de confondre amb Ostrèides. |

Els ostreids o ostrèids (Ostreidae) són una família de mol·luscs bivalves de l'ordre Pteriomorpha (ex-Ostreoida) que, entre d'altres, comprèn les espècies d'ostres i ostions (gèneres: Anomiostrea, Dendostrea, Ostreola, Booneostrea, Planostrea, Pustulostrea, Pycnodonta, Ostrea, Crassostrea, Striostrea, Saccostrea, Tiostrea, Lopha i Alectryonella).